# Villy, Ardennes
Villy är en kommun i departementet Ardennes i regionen Grand Est (tidigare regionen Champagne-Ardenne) i nordöstra Frankrike. Kommunen ligger  i kantonen Carignan som ligger i arrondissementet Sedan. År 2022 hade Villy 195 invånare.

## Befolkningsutveckling
Antalet invånare i kommunen Villy
Referens: INSEE